# Francisco Agamenilton Damascena
Mons. Francisco Agamenilton Damascena (* 26. června 1975, Currais Novos) je brazilský římskokatolický duchovní a biskup diecéze Rubiataba-Mozarlândia.

## Život
Narodil se 26. června 1975 v Currais Novos.
Studoval ve Vyšším semináři Nossa Senhora de Fátima v Brasílii a na Papežském ateneu Regina Apostolorum. Poté pokračoval ve studiu na Faculdade Mário Schenberg v Cotii. Na Papežské lateránské univerzitě získal doktorát z filosofie.
Dne 16. září 2000 byl biskupem Jaimem Vieira Rochou vysvěcen na jáhna a 19. března 2001 biskupem Josém da Silva Chaves na kněze. Byl inkardinován do diecéze Uruaçu. Po vysvěcení působil v různých farnostech diecéze. Stal se vicerektorem a profesorem ve Vyšším semináři São José.
Od 19. února 2019 do 12. září 2020 byl administrátorem své diecéze.
Dne 23. září 2020 jej papež František jmenoval biskupem diecéze Rubiataba-Mozarlândia. Biskupské svěcení přijal 6. prosince 2020. Světiteli byl biskup José da Silva Chaves, biskup Messias dos Reis Silveira a biskup Adair José Guimarães.